# Luis de la Fuente (Fußballspieler, 1914)
Luis „Pirata“ de la Fuente y Hoyos (* 17. Januar 1914 in Veracruz; † 28. Mai 1972 ebenda) war ein mexikanischer Fußballnationalspieler. Er wird gemeinsam mit Hugo Sánchez als bester mexikanischer Spieler aller Zeiten angesehen und wurde von der IFFHS zum zweitbesten Spieler des 20. Jahrhunderts im Bereich der CONCACAF gewählt.
Besonders viele Fans hat der „Pirat“ bis heute in der mexikanischen Hafenstadt Veracruz, wo er geboren wurde und bei dessen sportlichen Aushängeschild CD Veracruz er die letzten elf Jahre seiner aktiven Laufbahn verbrachte. Ihm zu Ehren wurde 1981 das Fußballstadion in Veracruz in Estadio Luis de la Fuente umbenannt.

## Spielweise
Fuente war ein außergewöhnlich talentierter und technisch beschlagener Offensivspieler, der häufig im zentralen Mittelfeld agierte und sich von dort aus erfolgreich in den Angriff einschaltete. Seine Dribblings waren bei den Verteidigern gefürchtet.
Auch bestach er mit Vorlagen durch Pässe in die Tiefe, wodurch sich bei seinen Mitspielern immer wieder Torgelegenheiten ergaben. Seine stete Torgefährlichkeit resultierte vor allem aus seiner Stärke, Bälle aus jeder nur erdenklichen Position mit voller Wucht sowohl zu köpfen, als auch mit beiden Füßen auf das Tor zu schießen.

## Karriere
Luis Fuente wurde am 17. Januar 1914 als Sohn einer mexikanischen Mutter und eines spanischen Vaters in der mexikanischen Hafenstadt Veracruz geboren. Beim dortigen Club España erlernte er in jungen Jahren das Fußballspiel. Einen Teil seiner Jugend verbrachte er im Heimatland seines Vaters, wo er in Santander und in der Extremadura die Schule besuchte. Als er wieder zurück in Mexiko war und gerade das Colegio Alfonso XIII in Mexiko-Stadt besuchte, wurde er vom dort ansässigen Club Aurrerá (siehe hierzu auch unter Primera Fuerza) zu einem Probetraining eingeladen. Als der Schuldirektor ihm die Teilnahme untersagen wollte, riss Luis aus und spielte fortan mehrere Jahre in den Reihen des Club Aurrerá.
Etwa um den Jahreswechsel von 1933 auf 1934 wechselte er zum großen Real Club España, für den er allerdings nur kurzfristig tätig war. Denn Fuente, mittlerweile Nationalspieler, hinterließ bei den Qualifikationsspielen für die Fußball-Weltmeisterschaft 1934 in Italien (wo das letzte und entscheidende Qualifikationsspiel gegen die USA in Rom ausgetragen wurde und Mexiko unterlag) einen so großartigen Eindruck, dass der spanische Club Racing Santander ihm sofort ein lukratives Angebot unterbreitete. In Spanien plagte ihn allerdings schon bald das Heimweh, so dass Fuente bereits 1935 nach Mexiko zurückkehrte und erneut bei seinem vorherigen Real Club España anzuheuern versuchte. Doch den Verantwortlichen des stolzen spanischen Clubs gefiel Fuentes „Zigeunerleben“ nicht und verweigerten ihm die Aufnahme. Schließlich landete Fuente beim Club América, wo er so erfolgreich spielte, dass España ihn gar nicht hätte zurückholen können, weil er inzwischen „unbezahlbar“ geworden war.
1939 verließ Fuente wieder Mexiko und ging zunächst nach Paraguay zu Atlético Corrales und anschließend nach Argentinien zu Vélez Sársfield. Bald kehrte er jedoch wieder nach Mexiko zurück und spielte für Marte, mit dem er 1942/43 die Meisterschaft gewann. Es war übrigens die letzte Meisterschaft vor Einführung der Profiliga, in der der Wandervogel Fuente nur für einen Verein spielte. Denn kurz vor Beginn der Profiliga unterschrieb er einen Vertrag bei seinem Heimatverein CD Veracruz, für den er elf Jahre lang bis zum Ende seiner aktiven Laufbahn tätig war. Sein Abschiedsspiel fand am 13. Juni 1954 im Stadion der Sportstadt – dem heutigen Estadio Azul des Erstligisten Cruz Azul – in Mexiko-Stadt statt. Luis Fuente war zu diesem Zeitpunkt schon beinahe 40½ Jahre alt. 
Er starb am 28. Mai 1972 an den Folgen eines Herzinfarkts und wurde wenige Tage später in seiner Heimatstadt Veracruz beigesetzt.

## Erfolge
- Meister von Mexiko: 1943 (mit Marte auf Amateurbasis), 1946 und 1950 (mit Veracruz in der Profiliga)
- Pokalsieger von Mexiko: 1948 (mit Veracruz)